# Tamopsis centralis
Espèce
Tamopsis centralis est une espèce d'araignées aranéomorphes de la famille des Hersiliidae.

## Distribution
Cette espèce est endémique du centre du Queensland en Australie.

## Description
Le mâle mesure 3,1 mm .

## Publication originale
- Baehr & Baehr, 1987 : The Australian Hersiliidae (Arachnida: Araneae): Taxonomy, phylogeny, zoogeography. Invertebrate Taxonomy, vol. vol. 1, no 4, p. 351-437 (texte intégral).